# Cheryl Lynn
Cheryl Lynn (* 11. März 1957 als Cheryl Lynn Smith in Los Angeles, Kalifornien) ist eine US-amerikanische Disco- und Soul-Sängerin. Sie ist vor allen Dingen für den Disco-Klassiker Got to Be Real (1978) bekannt. Die Musikdatenbank Allmusic würdigt ihre „fesselnde Stimme und großartige Stimmlage“.

## Karriere
Cheryl Lynn begann mit dem Singen als kleines Mädchen in einem Kirchenchor. Ein Auftritt in der Spielshow The Gong Show verhalf der Sängerin 1976 zu großer Aufmerksamkeit. Ein Engagement als „Wicked Witch of the West“ in dem Musical The Wiz schloss sich noch im gleichen Jahr an. 1977 unterschrieb sie einen Plattenvertrag bei Columbia und im darauf folgenden Jahr wird sie als Gastsängerin für den Song Georgy Porgy der Band Toto gebucht.
1978 gelang Lynn mit der Single Got to Be Real und ihrem Debütalbum Cheryl Lynn auf Anhieb der Durchbruch im amerikanischen Showgeschäft. Für beide Werke erhielt sie eine Gold-Auszeichnung. Got to Be Real etablierte sich darüber hinaus als Disco-Klassiker und findet sich auch auf zahllosen Compilations sowie Soundtracks. Der Musiksender VH1 wählte den Song auf Platz 21 der größten Dance-Songs aller Zeiten. Außerdem wurde das Lied 2005 in die Dance Music Hall of Fame aufgenommen. In den Pop-Charts ihrer Heimat konnte sie trotzdem nicht an diesen Erfolg anknüpfen – Got to Be Real bleibt ihr einziger Top-40-Hit. In den R&B-Charts gehört sie dagegen bis zum Ende der 1980er Jahre zu den festen Größen mit insgesamt 18 Hits. Neben Got to Be Real gelang Lynn dort Anfang 1984 ein weiterer Platz eins mit Encore. Zu ihren anderen Top-10-Erfolgen in den R&B-Charts gehören Shake it Up Tonight (1981), das Duett If This World Were Mine mit Luther Vandross (1982) und schließlich Every Time I Try to Say Goodbye (1989).
Vandross produzierte 1982 auch ihre LP Instant Love, drei Jahre später ging sie mit ihm auf Tournee durch die USA. Die im gleichen Jahr veröffentlichte LP It's Gonna Be Right war allerdings die erste ihrer Karriere, die den Sprung in die Top 200 der USA verpasste. Bis zum Ende des Jahrzehnts erschienen weitere mehr oder weniger erfolgreiche Platten – der Titelsong ihrer 1989er LP Whatever it Takes war gleichzeitig ihr letzter Hit in den amerikanischen R&B-Charts (Platz 26).
Obwohl Lynn auch in den folgenden Jahrzehnten im Musikgeschäft aktiv blieb, veröffentlichte sie nur sporadisch Platten. Als Backgroundsängerin arbeitete sie unter anderen für Richard Marx (Alben Rush Street und Paid Vacation) sowie Luther Vandross (Your Secret Love). Anfang 1995 unterzeichnete Lynn einen Vertrag bei dem japanischen Independent-Label Avex Trax, das in der Folgezeit drei Remix-Alben und schließlich auch eine neue Studio-CD, Good Time, veröffentlichte. Dieses verkaufte sich rund 100.000 Mal.
23 Jahre nach Lynns größtem Hit Got to Be Real wurde der Song 2001 mit Platin in den USA ausgezeichnet. Drei Jahre später schrieb die Sängerin gemeinsam mit Jimmy Jam und Terry Lewis das Lied Sweet Kind of Life für den Soundtrack zu Große Haie – Kleine Fische. 2008 folgte Lynns Auftritt im Rahmen des Konzertabends David Foster & Friends, der später auch auf der dazugehörigen DVD veröffentlicht wurde.

## Diskografie

### Studioalben
| Jahr | Titel        | Höchstplatzierung, Gesamtwochen, AuszeichnungChartplatzierungen (Jahr, Titel, Platzierungen, Wochen, Auszeichnungen, Anmerkungen) | Höchstplatzierung, Gesamtwochen, AuszeichnungChartplatzierungen (Jahr, Titel, Platzierungen, Wochen, Auszeichnungen, Anmerkungen) | Anmerkungen                        |
| Jahr | Titel        | UK | US | Anmerkungen                        |
| ---- | ------------ | --- | --- | ---------------------------------- |
| 1978 | Cheryl Lynn  | — | US23 Gold · (30 Wo.)US | Erstveröffentlichung: Oktober 1978 |
| 1979 | In Love      | — | US167 (4 Wo.)US | Erstveröffentlichung: 1979         |
| 1981 | In the Night | — | US104 (13 Wo.)US | Erstveröffentlichung: 1981         |
| 1982 | Instant Love | — | US133 (20 Wo.)US | Erstveröffentlichung: 1982         |
| 1983 | Preppie      | — | US161 (5 Wo.)US | Erstveröffentlichung: 1983         |

Weitere Alben
- 1985: It’s Gonna Be Right
- 1987: Start Over
- 1989: Whatever It Takes
- 1995: Good Time
- 1996: Got to Be Real: The Best of

### Singles
| Jahr | Titel Album                      | Höchstplatzierung, Gesamtwochen, AuszeichnungChartplatzierungen (Jahr, Titel, Album, Platzierungen, Wochen, Auszeichnungen, Anmerkungen) | Höchstplatzierung, Gesamtwochen, AuszeichnungChartplatzierungen (Jahr, Titel, Album, Platzierungen, Wochen, Auszeichnungen, Anmerkungen) | Anmerkungen                                                     |
| Jahr | Titel Album                      | UK | US | Anmerkungen                                                     |
| ---- | -------------------------------- | --- | --- | --------------------------------------------------------------- |
| 1978 | Got to Be Real Cheryl Lynn       | UK70* Gold · (3 Wo.)UK | US12 Platin · (18 Wo.)US | Erstveröffentlichung: 30. August 1978 * Charteinstieg erst 2010 |
| 1979 | Star Love Cheryl Lynn            | — | US62 (10 Wo.)US | Erstveröffentlichung: 12. Januar 1979                           |
| 1979 | Georgy Porgy Toto                | — | US48 (10 Wo.)US | Erstveröffentlichung: April 1979 mit Toto                       |
| 1981 | Shake It Up Tonight In the Night | — | US70 (7 Wo.)US | Erstveröffentlichung: Juli 1981                                 |
| 1983 | Encore Preppie                   | UK68 (3 Wo.)UK | US69 (8 Wo.)US | Erstveröffentlichung: Januar 1983                               |
| 1985 | Fidelity It’s Gonna Be Right     | UK97 (1 Wo.)UK | — | Erstveröffentlichung: Juli 1985                                 |
| 1996 | Good Time                        | UK96 (1 Wo.)UK | — | Erstveröffentlichung: Februar 1996                              |

Weitere Singles
- 1982: Instant Love
- 1982: If This World Were Mine (mit Luther Vandross)